# Gustave Marcel Roche
Gustave Marcel Roche, nacido el 27 de junio de 1890 en París y fallecido el 4 de marzo de 1959, en la misma ciudad, fue un pintor, dibujante, grabador e ilustrador francés.

## Datos biográficos

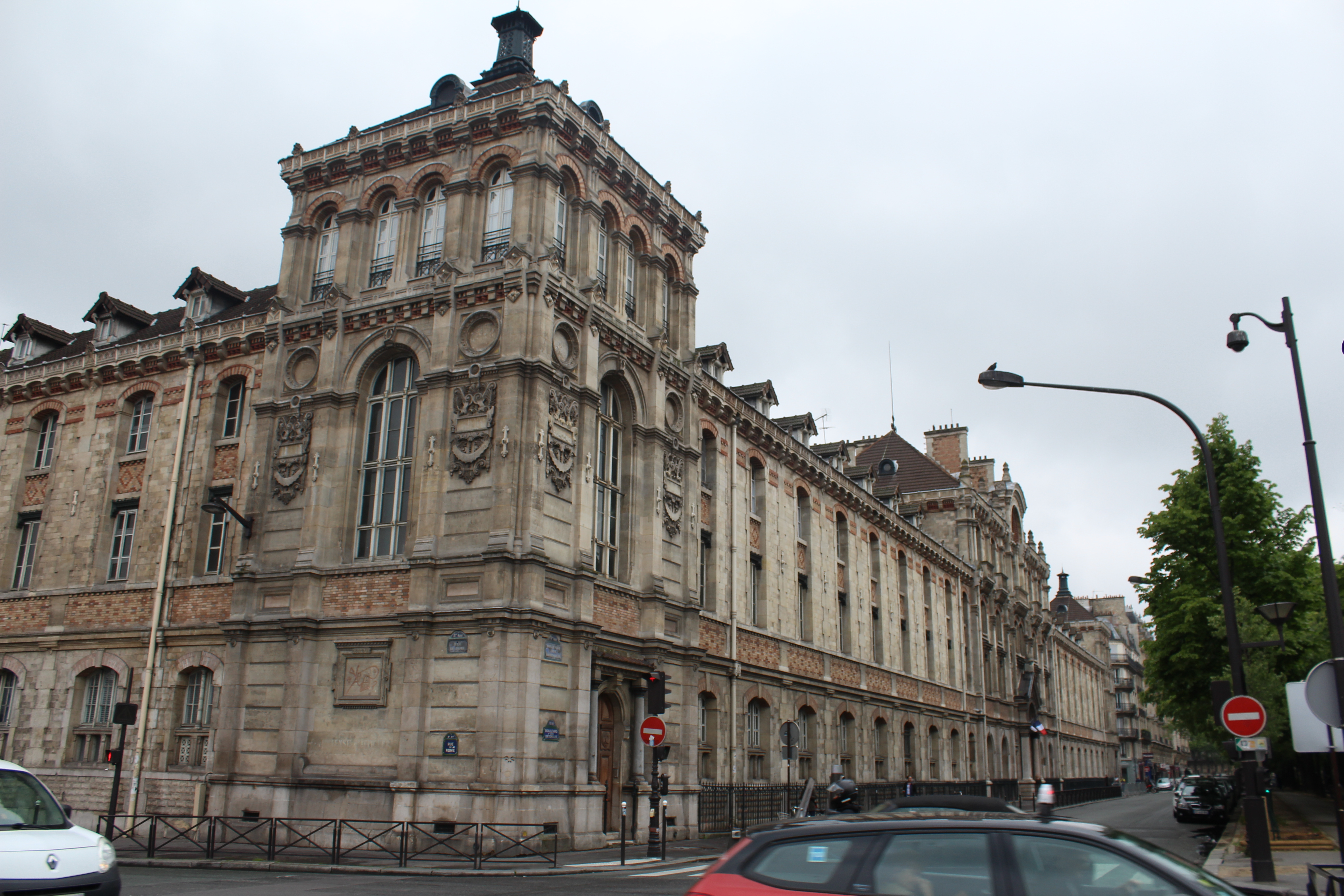
El liceo Chaptal (antiguamente colegio Chaptal) en París, Francia.

Marcel Roche estudió después de la escuela comunal, en el Liceo Chaptal, en el bulevar des Batignolles en París. En 1909, con el apoyo de madre — su padre lo orientaba a la medicina —, ingresó en la Escuela nacional de Bellas Artes de París donde fue alumno de Fernand Cormon. Trabajó después en la Academia Julian en el taller de Adolphe Déchenaud estudiando en el museo de Louvre lasobras de Jean Fouquet, Jean Siméon Chardin, Gustave Courbet y Paul Cézanne.
En 1912 participó por primera vez en el Salón de otoño y ese mismo año fue reclutado para servir militarmente en Orleans. Formó parte del 131.º regimiento de infantería y en 1914, Marcel Roca fue herido gravemente en el combate del Grande-Bailly, cerca de Longuyon, evento que 1917 relatará en un libro escrito e iluminado por el mismo.
Realizó un viaje en 1931 a Grecia y Egipto donde por el mecenazgo del barón Georges de Menasce, hijo de Félix de Menasce, banquero de origen austro-húngaro instalado en Alejandría, logró una exposición personal importante. Marcel Roche fue, entre 1934 y 1939, consejero artístico de la Compañía parisiense de distribución de electricidad, director y organizador de un nuevo y efímero Salón de la Luz que reunió a decoradores, arquitectos y pintores como Urbano Cassan, Robert Mallet-Stevens, Raoul Dufy, Robert Delaunay y Jean Crotti, entre otros.
Marcel Roche fue primordialmente un pintor paisajista y de escenas rústicas y conmemorativas.

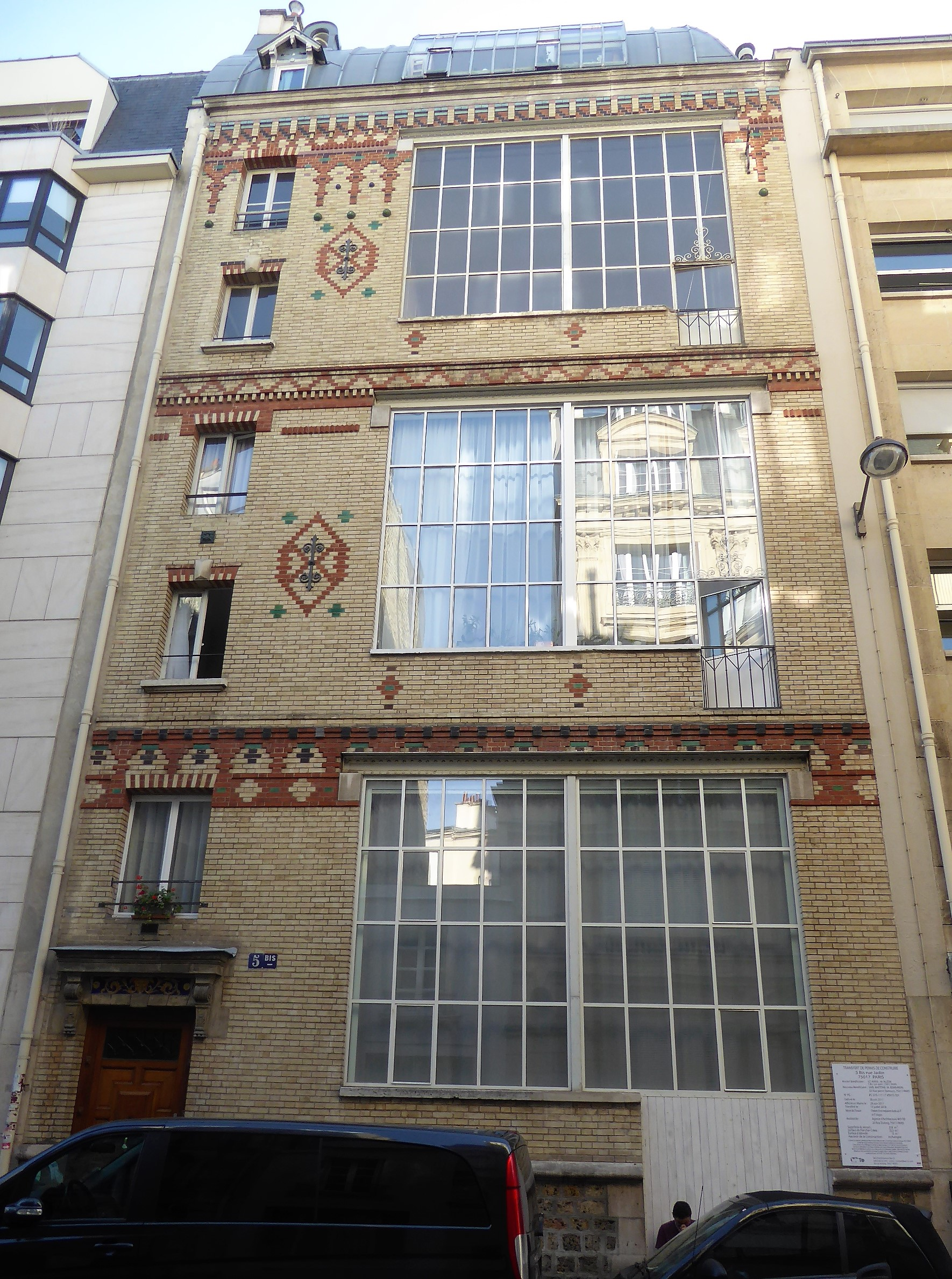
Número 5 bis de la calle Jadin en París

Después de la Segunda Guerra Mundial se instaló en París, viviendo en el 5 bis, de la calle Jadin en el XVII Distrito de París.
Marcel Roche murió en un accidente el 4 de marzo de 1959, algunos días después de la inauguración de una exposición suya en la Galería Vendôme de París.

## Obra
La obra de Marcel Roche está evaluada en más de 2 000 telas y 300 acuarelas. 
Figuran entre otras:
- paisajes que rememoran sus andanzas en Bretaña (Bréhat), 1919 ; Auvernia y Aveyron (Entraygues-sobre-Truyère), 1920. España y Normandía, 1921 ; Saint-Tropez, Marruecos (viaje con Charles Vildrac), Ile de France (tema de las iglesias de campaña), Normandía (Honfleur), 1926-1929 ; Provenza, Grecia, Egipto, 1931 ;
- escenas de interior rústico y campiranas : « en sus interiores, cuando la morada despliega sus medidas campesinas, una calma religiosa ahoga todo ruido » ;[7]
- desnudos ;
- naturalezas muertas : « Ha sabido pintar el pan, un pan redondo sobre la mesa, cerca de un vaso de vino, todo en la penumbra ».[8]

## Distinciones
- Cruz de guerra 1914-1918.
- Gran premio, clasifica 17 bis, Exposición universal de 1937.
- Caballero de la Legión de Honor.